# Niva (fleuve)
Pour les articles homonymes, voir Niva (homonymie).
La Niva (en russe : Нива) est un fleuve côtier de l'oblast de Mourmansk, dans la péninsule de Kola, dans le nord-ouest de la Russie.

## Géographie
Longue de 36 km, la Niva draine un bassin de 12 800 km2. Elle s'écoule à partir du lac Imandra et se jette dans le golfe de Kandalakcha de la mer Blanche. La ville de Kandalakcha se trouve sur l'estuaire de la Niva.
Entre 1936 et 1954, trois centrales hydroélectriques furent construites sur la Niva. Leur capacité totale est de 240 MW et leur production annuelle 1,39 milliard de kWh.

## Affluents
- La Iena